# Ischnopteris juvencata
Ischnopteris juvencata är en fjärilsart som beskrevs av Achille Guenée 1858. Ischnopteris juvencata ingår i släktet Ischnopteris och familjen mätare. Inga underarter finns listade i Catalogue of Life.